# Plana (berg)
Plana (Bulgaars: Плана) is een berg in het westen van Bulgarije, die wordt ingeklemd tussen de vallei waarin Sofia ligt aan de noordzijde, de vallei van Samokov aan de zuidzijde, en Vitosja aan de noordwest-kant. 